# Constitution du Belize
Pour un article plus général, voir Politique au Belize.
Lire en ligne

Consulter

La constitution du Belize est la loi fondamentale de l'État bélizien.

## Structure

### Partie 1: l'Etat et la Constitution
- Aux articles 1 à 2

### Partie 2: la protection des droits et libertés fondamentaux
- Aux articles 3 à 22

### Partie 3: la citoyenneté
- Aux articles 23 à 29

### Partie 4: le Gouverneur général
- Aux articles 30 à 35

### Partie 5: l'exécutif
- Aux articles 36 à 54

### Partie 6: le législatif
- Aux articles 55 à 93

### Partie 7: le pouvoir judiciaire
- Aux articles 94 à 104

### Partie 8: la fonction publique
- Aux articles 105 à 113

### Partie 9: les finances de l'Etat
- Aux articles 114 à 120

### Partie 10: dispositions diverses
- Aux articles 121 à 131

### Partie 11: les dispositions transitoires
- Aux articles 132 à 140

### Partie 12: abrogations et entrée en vigueur
- Aux articles 141 à 142

### Partie 13: contrôle du gouvernement sur les services publics
- Aux articles 143 à 145

## Sources

## Compléments